# Robin Knox-Johnston

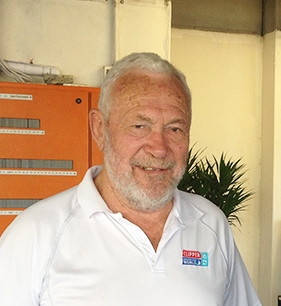
Robin Knox-Johnston in 2013

Robin Knox-Johnston (Putney, 17 maart 1939) is een Engels zeiler. Hij zeilde als eerste solo non-stop rond de wereld op het zeilschip "Suhaili" in 1969. 
Hij werd geridderd en mag zich laten aanspreken als sir.  
Knox-Johnston was de oudste uit een gezin van vier. Hij startte zijn loopbaan als dienstplichtige en was later een aantal jaren op zee bij de Koopvaardij. Hij trouwde in 1959 met Suzanne († 2003) waar hij één dochter mee heeft. 
Na voltooiing van zijn dienstplicht op de "HMS Vanguard" verzeilde hij in India. Hij werkte vervolgens op een aantal vrachtschepen. In april 1968 verliet hij de koopvaardij en zeilde op zijn zeilschip "Suhaili" van Bombay naar Engeland. In 1967 startte hij met dit schip, dat aanvankelijk totaal ongeschikt werd geacht, zijn voorbereiding voor de Sunday Times Golden Globe Race in 1969. 

## De Golden Globe Race

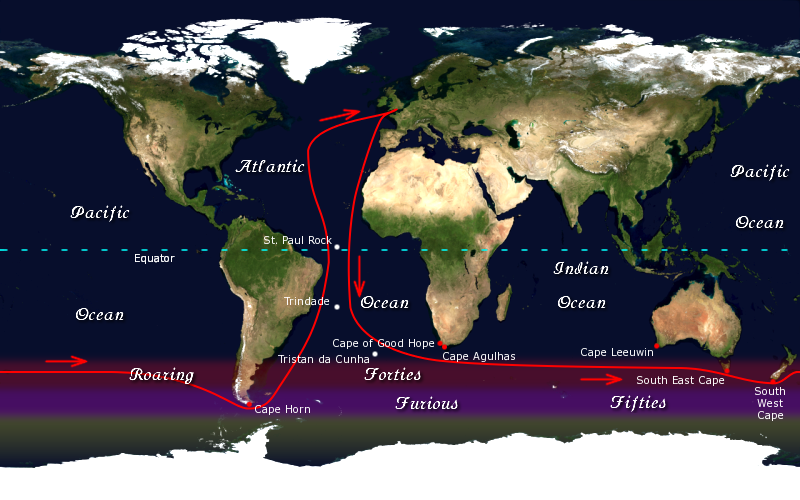
GoldenGlobeRaceRoute.png

De Golden Globe race werd gesponsord door de Britse krant The Sunday Times. De regels waren eenvoudig: tussen 1 juni en 31 oktober 1968 moest men vertrekken op een solo-wereldomzeiling die via de Kaap Hoorn en Kaap de Goede Hoop terug naar Engeland leidde. De winnaar zou een prijs van 5000 pond ontvangen.
Vier van de negen deelnemers gaven op nog voordat ze de Atlantische Oceaan overgestoken waren. Chay Blyth rondde Kaap de Goede Hoop voordat hij de wedstrijd opgaf; Nigel Tetley nam te veel risico's en zonk in een (veronderstelde) race met Donald Crowhurst die, zoals achteraf bleek, de zaak bedroog. Crowhurst werd uiteindelijk gek en verdronk waarschijnlijk nadat hij van zijn schip sprong in het Caribisch gebied. Zijn schip werd onbemand aangetroffen; Bernard Moitessier was kanshebber op de overwinning, maar haakte af na 3/4 van de race en zette koers naar Tahiti, 'om zijn ziel te redden', dat hij uiteindelijk bereikte na 1½ keer rond de wereld te hebben gevaren.
Alleen Robin Knox-Johnston arriveerde in Engeland. Hij verwierf internationale bekendheid en ontving verscheidene eretekens (waaronder de CBE, Commander of the Order of the British Empire, 1970). Een deel van het prijzengeld schonk hij aan de weduwe van Donald Crowhurst. 
Zijn verslag van de Golden Globe Race inspireerde veel andere wereldomzeilingen en races.
Deelnemers aan de Golden Globe Race
- John Ridgeway: 'English Rose' (32 ft) 1 juni 1968 - uit de race op 18 juli 1968 te Recife
- Chay Blyth: 'Dytiscus 111' (30 ft) 8 juni 1968 - uit de race op 25 augustus te Tristran da Cunha
- Robin Knox-Johnston: 'Suhaili' (32 ft) 14 juni 1968 - aankomst te Falmouth op 22 april 1969
- Bernard Moitessier:  'Joshua' (40 ft) 22 augustus 1968 - uit de race te Kaapstad op 18 maart 1969 (vervolgt de reis naar Tahiti)
- Loick Fougeron: 'Captain Browne' (30 ft) 22 augustus 1968 - uit de race op 27 november 1968 te St Helena
- Bill King Galway: 'Blazer' (42 ft) 24 augustus 1968 - uit de race op 22 november 1968 te Kaapstad
- Nigel Tetley:  'Music for Pleasure' (40 ft) 16 september 1968 - schipbreuk voor de Azoren in mei 1969
- Alex Caruzzo: 'Gancia Americana' (66 ft) 31 oktober 1968 - uit de race in november 1968 te Lissabon
- Donald Crowhurst: 'Teignmouth Electron' (40 ft) 31 oktober 1968 - jacht leeg aangetroffen in juli 1969 na een (aangenomen)zelfmoord

## Overig
Na zijn overwinning in de Golden Globe Race nam Knox-Johnston met succes deel aan andere zeilwedstrijden. Zo won hij onder meer de Jules Verne Trofee in 1994 samen met Peter Blake. Hij voltooide zijn tweede soloreis om de wereld met het jacht "SAGA Insurance" op 4 mei 2007, waarmee hij op een vierde plaats eindigde in de Velux 5 Oceans Race. Met zijn 68 jaar was hij de oudste deelnemer.
Andere bekende zeilwedstrijden waar Robin Knox-Johnston aan deelnam:
- Round Britain Race in 1970 en 1974
- Cape to Rio Yacht Race met Peter Blake in 1971
- Whitbread Round the World 1977-1978
- Jules Verne Trofee (1993/94)

## Openbaar leven
- 1992 tot 2001: President van de Sail Training Assosation
- 1992 tot heden: Directeur van het Nationale Maritieme Museum te Cornwall
- 1995 geridderd: Sir Robin Knox Johnston